# Степне (Миргородський район)
Степне́ (до 2016 — Пролета́р) — село в Україні, у Лохвицькій міській громаді Миргородського району Полтавської області. Населення становить 7 осіб. До 2020 року орган місцевого самоврядування — Гирявоісковецька сільська рада.

## Географія
Село Степне розташоване на правому березі річки Артополот. Вище за течією на відстані 3 км розташоване село Старий Хутір, нижче за течією на відстані 1,5 км розташоване село Токарі.

## Історія
12 червня 2020 року відповідно до розпорядження Кабінету Міністрів України № 721-р «Про визначення адміністративних центрів та затвердження територій територіальних громад Полтавської області» село ввійшло в склад Лохвицької міської громади.
19 липня 2020 року внаслідок адміністративно-територіальної реформи й ліквідації Лохвицького району село ввійшло в склад новоутвореного Миргородського району Полтавської області.